# Srđan Aleksić
Srđan Aleksić (v srbské cyrilici Срђан Алексић 1966 – 27. ledna, 1993) byl jugoslávský amatérský herec, plavec a voják Vojsk Republiky srbské ve válce v Bosně a Hercegovině. Proslavil se tím, že se snažil zastavit skupinu vojáků Republiky srbské, která napadla jeho souseda a kamaráda bosňácké národnosti, Alena Glavoviće. Při tomto činu byl nakonec zbit a zabit vlastními vojáky. Za svůj čin získal posmrtně řadu vyznamenání jak v Bosně a Hercegovině, tak v Srbsku. V Sarajevu, Novém Sadu, Podogrici i v Bělehradu nesou ulice jeho jméno.

## Biografie
Aleksić se narodil v Trebinji, na území Bosny a Hercegoviny ještě v dobách existence Jugoslávie. Jeho otec Rade byl trenérem basketbalu. Matka Mira zemřela v jeho raném věku. Srđanův bratr zemřel při nehodě kluzáku u Petrova polje u Trebinje. Jako amatérský herec získal Aleksić několik ocenění a herectví se věnoval i po vypuknutí války v roce 1992. Později byl odveden do bosenskosrbské armády.
Dne 21. ledna 1993 se Srđan pokusil zabránit skupině čtyř vojáků na Náměstí svobody v Trebinji útoku na svého souseda Glavoviće. Byl zbit a upadl do kómatu, později na následky zranění v nemocnici zemřel. Jeden z účastníků byl později zabit v boji; zbylí tři byli odsouzeni na 28 měsíců ve vězení. Glavović po skončení války emigroval do Švédska. V roce 2012 srbská televize natočila dokumentární film o Aleksićovi s názvem Srđo. Jeho příběh inspiroval také vznik dalšího filmu v roce 2013 s názvem Krugovi (kruhy).